# Moby Games
Moby Games är en webbplats som tillhandahåller information om ett mycket stort antal datorspel till ett flertal plattformar. Webbplatsen ägs av Jim Leonard, som även skapade den tillsammans med Brian Hirt och David Berk.
Antalet spel som ingick i databasen passerade 30 000-strecket i början av 2007, och databasen växer med mellan 500 och 1 000 spel i månaden. Projektet har många likheter med IMDb. För att lägga in information krävs ett konto, och alla tillägg måste godkännas av den grupp användare som har administratörsrättigheter.